# Sixte Cambra i Sànchez
Sixte Cambra i Sànchez (Barcelona, 1952) és un empresari i polític català, senador per Barcelona en la V Legislatura.

## Biografia
Va estudiar administració d'empreses a ESADE. Ha treballat com a empresari al sector tèxtil a Catalunya, centrant la seva activitat professional en la consultoria d'empreses des de la companyia Seeliger & Conde, de la qual va ser membre fundador i vicepresident des de l'any 1990 fins al 2011, quan va ser nomenat president del Port de Barcelona.
Ha estat vicepresident del FC Barcelona, on el 1989 disputà en eleccions la presidència a Josep Lluís Núñez. Posteriorment fou senador independent dins les llistes de CiU per la província de Barcelona a les eleccions generals espanyoles de 1993, 1996 i 2000. Durant el seu mandat fou president de la Comissió d'Hisenda del Senat des del 2000 al 2004 i responsable i portaveu de l'Àrea Econòmica del Grup de Convergència i Unió en el Senat. Del 1985 al 2008 fou Director del Torneig Comte de Godó que se celebra al Reial Club de Tennis Barcelona.
El 18 de gener de 2011, el Govern de la Generalitat de Catalunya va nomenar Sixte Cambra president del Port de Barcelona, una de les infraestructures més importants de Catalunya, que es configura com a porta d'entrada i de sortida prioritària de mercaderies. Aquest nomenament va ser ratificat a través de la publicació en el BOE del dimarts 25 de gener de 2011. El gener de 2017 s'incorporà com a patró a títol personal al Patronat del CIDOB.
Al febrer de 2017 va ser detingut per la Guàrdia Civil juntament amb Francesc Sánchez i Antoni Vives per la seva relació amb la finançament il·legal de Convergència i Unió